# امرأة لوزيا

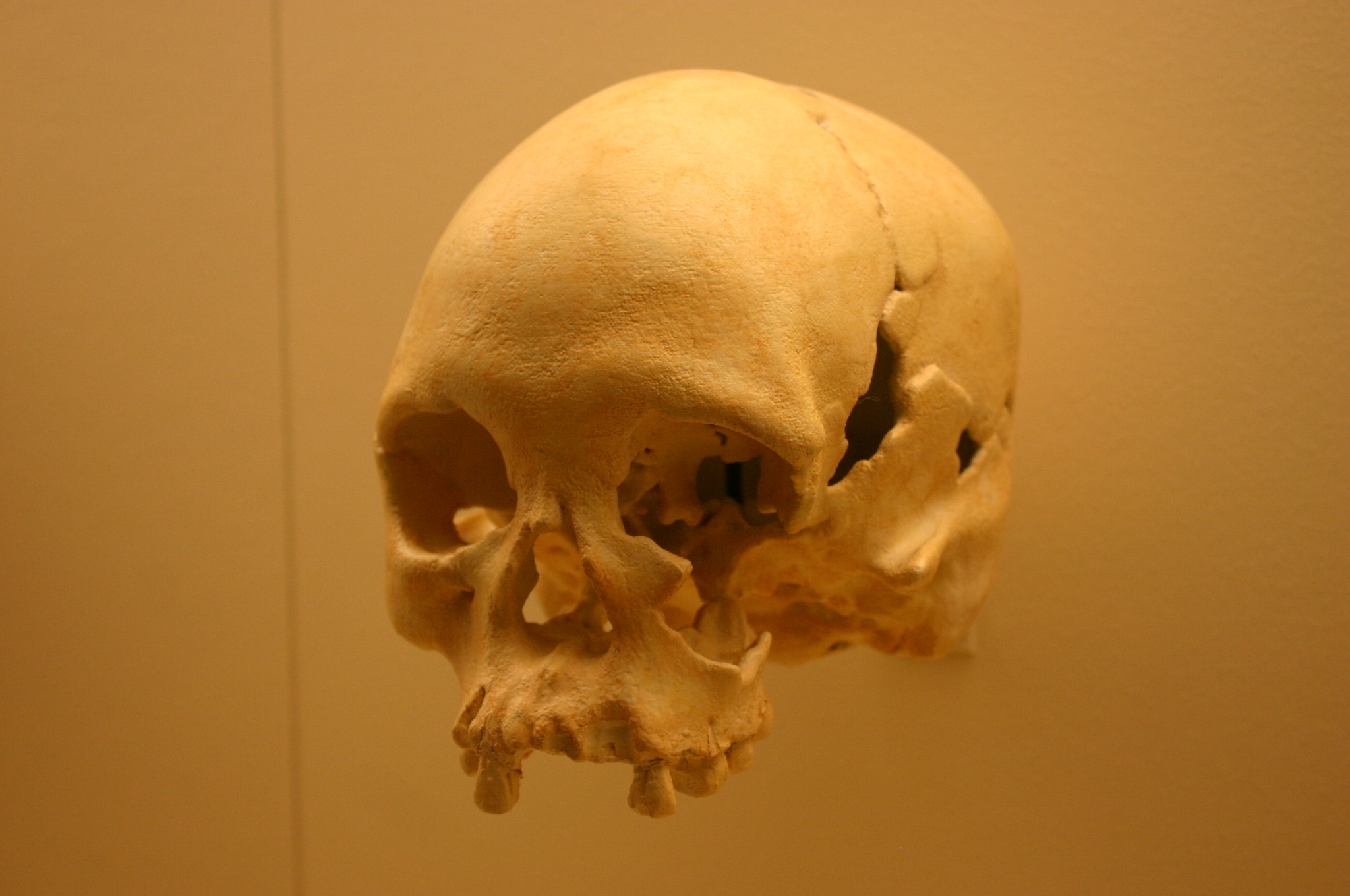
جمجمة لوزيا في المتحف الوطني للتاريخ الطبيعي في واشنطن العاصمة

امرأة لوزيا هو اسم هيكل عظمي من العصر الحجري القديم لامرأة هندية عُثِر عليها في كهف بالبرازيل. يعتقد بعض علماء الآثار أن الشابة ربما كانت جزءًا من الموجة الأولى من المهاجرين إلى أمريكا الجنوبية. تم العثور على الهيكل العظمي البالغ من العمر 11500 عام في مغارة لابا فيرميلا في مقاطعة بيدرو ليوبولدو، غريت بيلو هوريزونتي، البرازيل، في عام 1974 من قبل عالم الآثار أنيت ليمنج-إمبيريير. تم اختيار الاسم المستعار لوزيا تكريما لأحفورة أوسترالوبيثكس «لوسي». تم حفظ الحفرية في المُتحف الوطني بالبرازيل، حيث تم عرضها للجمهور حتى تم تجزئتها خلال حريق دمر المتحف في 2 سبتمبر 2018. في 19 أكتوبر 2018، أُعلن أنه تم التعرف على معظم بقايا لوزيا من بقايا المتحف الوطني، مما سمح لهم بإعادة بناء جزء من هيكلها العظمي.

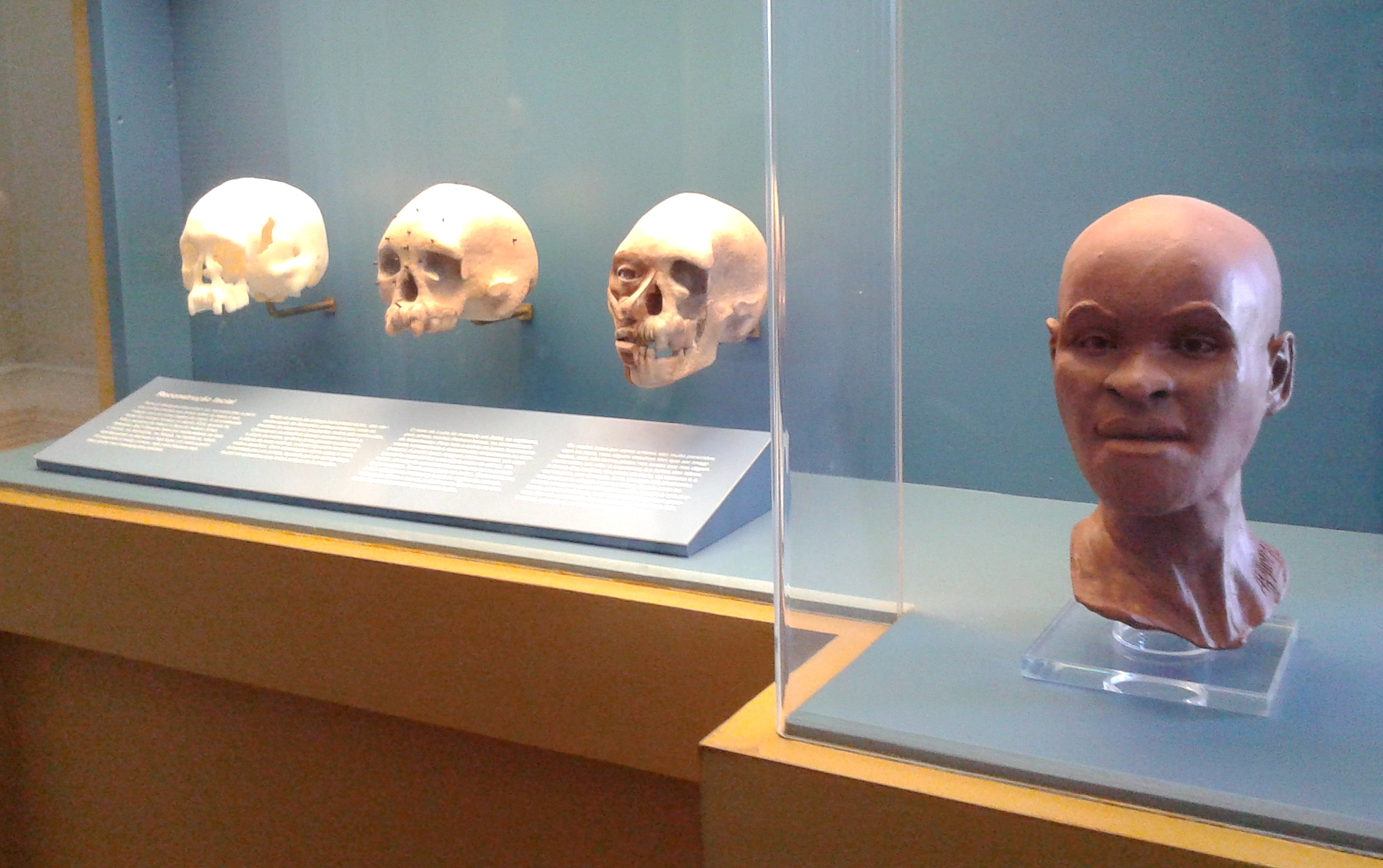
ترميم الوجه في المتحف الوطني للبرازيل (صورة فوتوغرافية 2015)

## التاريخ

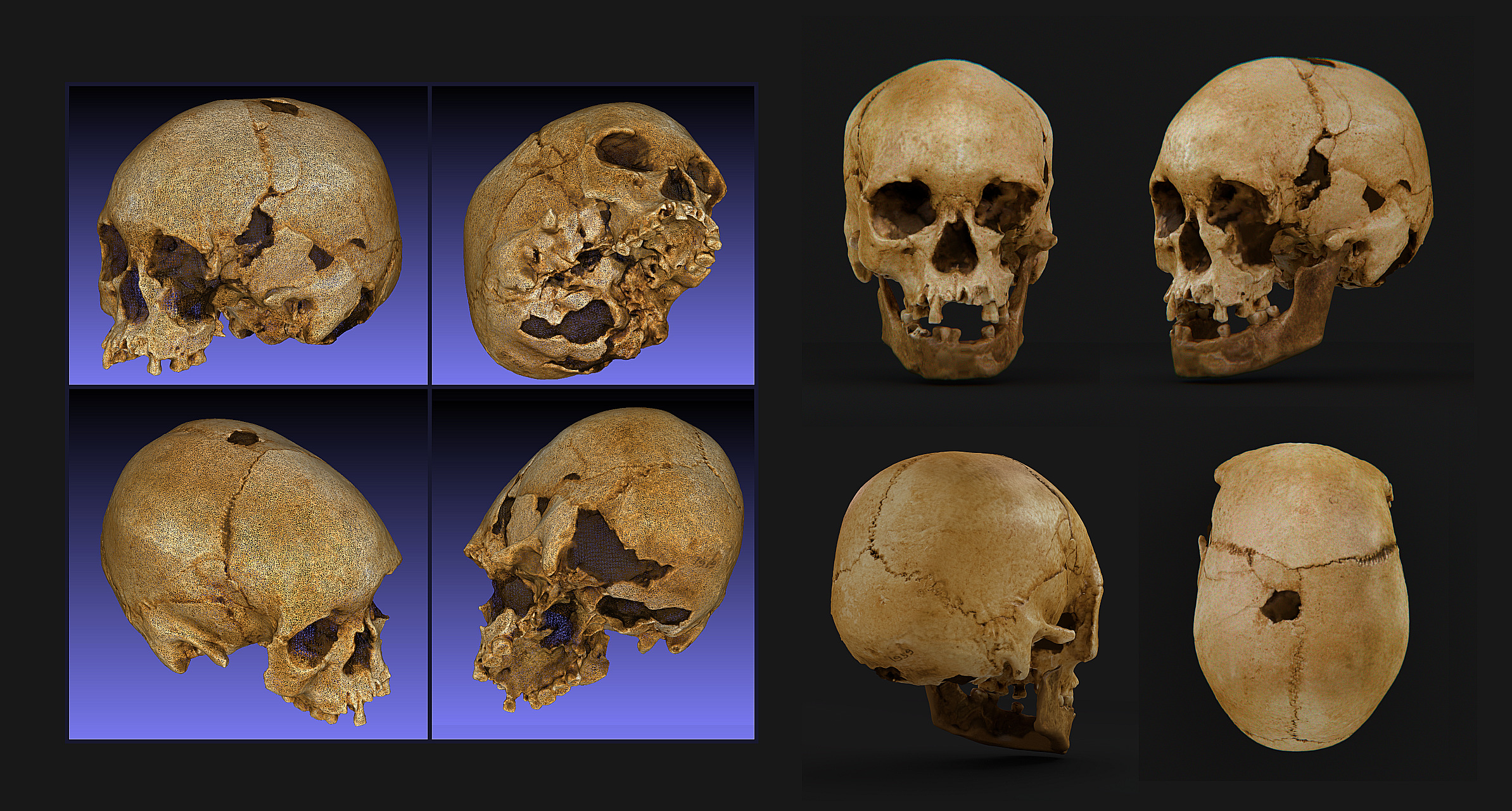
قياس التصوير من جميع جوانب الجمجمة بواسطة سيسرو مورايس

تم اكتشاف لوزيا في الأصل في عام 1974 في ملجأ صخري بواسطة بعثة فرنسية برازيلية مشتركة كانت تعمل في مكان ليس بعيدًا عن بيلو هوريزونتي بالبرازيل. لم يتم توضيح البقايا. تم دفن الجمجمة، التي انفصلت عن بقية الهيكل العظمي ولكنها كانت بحالة جيدة بشكل مدهش، تحت أكثر من أربعين قدمًا (12 مترًا) من الرواسب المعدنية والحطام.
لم تكن هناك رفات بشرية أخرى في الموقع. لوزيا هي واحدة من أقدم الهياكل العظمية البشرية الأمريكية التي تم اكتشافها على الإطلاق. قرر الطب الشرعي أن لوزيا ماتت في أوائل العشرينات من عمرها. على الرغم من العثور على أدوات الصوان في مكان قريب، إلا أنها كانت البقايا البشرية الوحيدة التي تم العثور عليها في كهف فيرميلا.
وفقًا للمسؤولين، يُعتقد أن أحفورة لوزيا قد دُمِّرت عندما احترق المُتحف الوطني، لكن رجال الإطفاء اكتشفوا لاحقًا جمجمة بشرية داخل المتحف المحترق. في 19 أكتوبر 2018 تم الإعلان عن العثور على جمجمة لوزيا بالفعل، ولكن في حالة مجزأة. تم تحديد 80٪ من الشظايا على أنها جزء من الجبهة (الجبهة والأنف)، والجانب، والعظام الأكثر مقاومة، وشظية عظم الفخذ التي تنتمي أيضًا إلى الحفرية وتم تخزينها. كما تم العثور على جزء من الصندوق الذي يحتوي على جمجمة لوزيا. لم يتم بعد إعادة تجميع العظام.

## التحليل الظاهري
تضمنت ملامح وجهها قحفًا بيضاويًا ضيقًا ووجهًا بارزًا وذقنًا واضحًا، وهي تختلف بشكل لافت للنظر عن معظم الأمريكيين الأصليين وأسلافهم السيبيريين الأصليين. وصف علماء الأنثروبولوجيا ملامح لوزيا بأنها تشبه ملامح السكان الأصليين الأستراليين والميلانيزيين والزنجيين في جنوب شرق آسيا. اقترح والتر نيفيس، عالم الأنثروبولوجيا في جامعة ساو باولو، أن سمات لوزيا تشبه إلى حد كبير تلك الخاصة بالشعوب الأصلية الأسترالية.
افترض نيفيز وغيره من علماء الأنثروبولوجيا البرازيليين أن أسلاف لوزيا الهنود القدامى عاشوا في جنوب شرق آسيا لعشرات الآلاف من السنين بعد الهجرة من إفريقيا وبدأوا في الوصول إلى العالم الجديد منذ 15000 عام. أقدم تاريخ مؤكد لأثري مركب أثري الأمريكتين هو 18500 و 14500 سعرة حرارية لموقع مونتي فيردي في جنوب تشيلي. افترض بعض علماء الأنثروبولوجيا أن سكانًا من شرق آسيا الساحلية هاجروا في قوارب على طول سلسلة جزر الكوريل وساحل بيرنجيان وأسفل الساحل الغربي للأمريكتين أثناء تراجع الذروة الجليدية الأخيرة. في عام 1998، درس نيفيز وعالم الآثار أندريه بروس جمجمة لوزيا وتأريخها بعد تسميتها.
افترض نيفيس وغيره من علماء الأنثروبولوجيا البرازيليين أن أسلاف لوزيا الهنود باليو عاشوا في جنوب شرق آسيا لعشرات الآلاف من السنين بعد الهجرة من إفريقيا وبدأوا في الوصول إلى العالم الجديد منذ 15000 عام. أقدم تاريخ مؤكد لأثري في الأمريكتين هو 18500 و 14500 سعرة حرارية لموقع مونتي فيردي في جنوب تشيلي. افترض بعض علماء الأنثروبولوجيا أن سكانًا من ساحل شرق آسيا هاجروا في قوارب على طول سلسلة جزر كوريل والساحل البيرينجي وأسفل الساحل الغربي للأمريكتين خلال انخفاض الحد الأقصى الجليدي الأخير. في عام 1998، درس نيفيس وعالم الآثار أندريه بروس وتأريخ لجمجمة لوزيا (11400 عام) بعد تسميتها.
تم تحدي استنتاجات نيفيز من خلال بحث أجراه علماء الأنثروبولوجيا رولاندو غونزاليس خوسيه وفرانك ويليامز وويليام أرميلاغوس، الذين أظهروا في دراساتهم أن التباين القحفي والوجه يمكن أن يكون فقط بسبب الانجراف الجيني وعوامل أخرى تؤثر على مرونة الجمجمة والوجه في الأمريكيين الأصليين.
أعاد الباحثون إنشاء جمجمة لوزيا بطابعات ثلاثية الأبعاد من خلال استئناف الدراسات في مختبر المعهد الوطني للتكنولوجيا (INT) من قبل طلاب الماجستير والدكتوراه في الجامعة الفيدرالية في ريو دي جانيرو.
في نوفمبر 2018، أصدر علماء من جامعة ساو باولو وجامعة هارفارد دراسة تتعارض مع الأصل الأسترالي-الميلانيزي المزعوم في لوزيا. باستخدام تسلسل الحمض النووي، أظهرت النتائج أن لوزيا كانت هندية أمريكية بالكامل وراثياً. تم نشره في مقال مجلة Cell (8 نوفمبر 2018)، كما ذكرت ورقة بحثية في مجلة Science من فريق تابع نتائج جديدة حول الحمض النووي الأحفوري من المهاجرين الأوائل إلى الأمريكتين.

## القياسات الجسمية
وقفت لوزيا على ارتفاع أقل من خمسة أمتار (1.5 متر)؛ تم استرداد حوالي ثلث هيكلها العظمي. يبدو أن بقاياها تشير إلى أنها توفيت عندما كان عمرها حوالي 20 عامًا، إما في حادث أو نتيجة لهجوم على الحيوانات. كانت عضوا في مجموعة من الصيادين.